# Puttergemaal
Het Puttergemaal in een stoomgemaal aan de Arlersteeg 32 bij Putten in Gelderland. 
Het gemaal bemaalde de polder Arkemheen en loste het water op het Nuldernauw. Het rijksmonument heeft een scheprad, dat niet overdekt is. Het machinehuis en het ketelhuis staan naast elkaar. Beide hebben zadeldaken tussen puntgevels. Het ketelhuis heeft gietijzeren rondboogvensters, de schoorsteen staat op een lage sokkel. De naastgelegen machinistenwoning behoort eveneens tot het complex. Dit witgepleisterde huis staat aan de Arlersteeg 30. 
Het Putter Stoomgemaal werd gebouwd in 1885 op de fundamenten van de Putter windmolen. Het eerste kolengestookte stoomgemaal had een eentreks Cornwall ketel van machinebouwer Bakker & Rueb uit Breda. Bij een grote overstroming in 1916 kwam er zout water in de machine. De vervanger was een eencilinder dubbelwerkende stoommachine met stoomschuif gebouwd door Sepp & Co uit Enschede. Het scheprad met een doorsnee van zes meter heeft twintig bladen. Hiermee kon 75 m³ water per minuut worden weggepompt. In 1971 werd de functie van het gemaal overgenomen door een elektrisch vijzelgemaal in dijk langs het Nuldernauw.
Nadat het stoomgemaal 35 jaar stil had gestaan werd het in 2006 heropend. Het stoomgemaal is particulier eigendom en werd door vrijwilligers met ondersteuning door de Vereniging Vrienden van het Nijkerkse stoomgemaal Hertog Reinout in ere hersteld. Bij het gemaal staat een informatiepaneel van Waterschap Vallei en Veluwe.